# تپه عیان
تپه عیان مربوط به هزاره اول قبل از میلاد است و در شهرستان سلماس، بخش مرکزی، روستای عیان واقع شده و این اثر در تاریخ ۱۷ اسفند ۱۳۸۱ با شمارهٔ ثبت ۷۷۴۲ به‌عنوان یکی از آثار ملی ایران به ثبت رسیده است.